# Onuphis shirikishinaiensis
Onuphis shirikishinaiensis is een borstelworm uit de familie Onuphidae. Het lichaam van de worm bestaat uit een kop, een cilindrisch, gesegmenteerd lichaam en een staartstukje. De kop bestaat uit een prostomium (gedeelte voor de mondopening) en een peristomium (gedeelte rond de mond) en draagt gepaarde aanhangsels (palpen, antennen en cirri).
Onuphis shirikishinaiensis werd in 1960 voor het eerst wetenschappelijk beschreven door Imajima.